# Lopezia concinna
Lopezia concinna är en dunörtsväxtart som beskrevs av Peter Hamilton Raven. Lopezia concinna ingår i släktet enmansblommor, och familjen dunörtsväxter. Inga underarter finns listade i Catalogue of Life.